# Pardo Bismarck Y

Pardo Bismarck Y, ou Pardo Bismarck, Pardo de Bismarck, Pardo Manchester, PArdo Fenileno, Pardo Básico 1, muitas vezes citado na literatura com castanho no lugar de pardo, Vesuvina, classificado no Color Index como C.I. 21000, é um corante diazo.
É classificado com Número CAS 10114-58-6 e SMILES CC1=C(C=C(C=C1)N=NC2=C(C=C(C(=C2)C)N)N)N=NC3=C(C=C(C(=C3)C)N)N.
Possui fórmula química C18H18N8.2HCl, sendo portanto apresentado normalmente na forma de cloridrato. Possui massa molecular 419,33.
Possui um corante quimicamente próximo chamado Pardo Bismarck R, de C.I. 21010.

## Solubilidade
É solúvel em água, metil-celosolve, etileno glicol. É levemente solúvel em etanol. Insolúvel em acetona, benzeno, tetracloreto de carbono e xileno.

## Histórico
O pardo Bismarck foi o segundo corante azo produzido, em 1863, sendo o primeiro o amarelo de anilina, em 1861 por C. Mene. Descoberto por Carl Alexander von Martius, foi o primeiro corante diazo.

## Síntese
É obtido a partir da dupla diazotação de do meta-diaminobenzeno (compsto também chamado meta-fenilenodiamina) com posterior copulação com duas moléculas de meta-diaminobenzeno.

## Usos
É usado em histologia para coloração de tecidos. Colore mucinas ácidas de coloração amarela. Pode ser usado em cultura de células vivas. Pode também ser usado para colorir cartilagem em espécimes de ossos. Também é usado como um dos reagentes do tipo Schiff de Kasten na coloração ácido periódico-Schiff para colorir celulose e em coloração de Feulgen para colorir DNA.
O pardo Bismarck Y é um constituinte das soluções corantes chamadas Policromo EA da coloração de Papanicolaou, em suas formulações clássicas, pois atualmente, tem sido omitido nas formulações apresentadas na literatura.
Pode ser usado como um corante de contraste para o Azul Victoria R para a coloração de microorganismos ácido-álcool resistentes.
É empregado como precursor para a síntese de outros corantes azóicos mais complexos (poliazóicos).
Foi de uso mais comum no passado, hoje tem sido particularmente substituído por outros corantes.

## Pardo Bismarck R
Este corante relaciona-se com o pardo Bismarck Y, diferindo deste por apenas três grupos metila em sua estrutura molecular. É chamado também de pardo Bismarck 4, e classificado como CI 21010. Possui uma tonalidade mais avermelhada em comparação com o pardo Bismarck Y, mas no restante, tem propriedades de coloração semelhantes. Foi também utilizado em géis de acrilamida a fim de otimizar a coloração de proteínas.

Pardo Bismarck R; C. I. 21010, Número CAS 4482-25-1; [http://pubchem.ncbi.nlm.nih.gov/summary/summary.cgi?cid=24673 PubChem 24673